# Maximilian Perty
Josef Anton Maximillian Perty, född 17 september 1804 i Ornbau i Kungariket Bayern, död 8 augusti 1884 i Bern, var en tysk entomolog. Han var verksam vid Universitetet i Bern.
Auktorsnamnet Perty kan användas för Maximilian Perty i samband med ett vetenskapligt namn inom zoologin; se Wikipedia-artiklar som länkar till auktorsnamnet.